# Frontière entre la Géorgie et la Turquie
 (janvier 2024).
Si vous disposez d'ouvrages ou d'articles de référence ou si vous connaissez des sites web de qualité traitant du thème abordé ici, merci de compléter l'article en donnant les références utiles à sa vérifiabilité et en les liant à la section « Notes et références ».
La frontière entre la Géorgie et la Turquie est la frontière séparant la Géorgie et la Turquie.